# Diamantbergwerk Mir
Das Diamantbergwerk „Mir“ (russisch Кимберлитовая алмазная трубка «Мир», Diamanten-Kimberlitschlot „Frieden“) ist ein russisches Diamantbergwerk bei Mirny in Sibirien, in der Teilrepublik Jakutien. Es war das größte Diamantbergwerk der Sowjetunion.
Der Kimberlitschlot wurde von 1957 bis 2001 im Tagebau abgebaut. Dabei wurde – mit einer Tiefe von 525 m und einem Durchmesser von 1.200 m an der Oberfläche – eines der tiefsten künstlichen Tagebaulöcher der Erde geschaffen. Schwerkraftwagen benötigten zwei Stunden für den Weg von der Tagebausohle zur Tagesoberfläche. Im Jahr 2001 wurde der Tagebau eingestellt, seit 2009 wird wieder gefördert, allerdings nur im Untertagebetrieb.

## Entdeckung
Die Lagerstätte wurde am 13. Juni 1955 von dem Geologen Juri Chabardin zusammen mit dessen Kollegen Jekaterina Jelagina und Wiktor Awdejew entdeckt. Im Zuge einer Expedition fanden die Geologen das vulkanische Gestein Kimberlit. Kimberlit ist eine selten vorkommende Form erkalteter Lava und ein Indikator für das Vorhandensein von Diamanten. Chabardin informierte seine Vorgesetzten in Moskau über die Entdeckung mithilfe eines vereinbarten Codeworts, das lautete: „Ich rauche die Friedenspfeife.“ Das russische Wort für „Frieden“ ist „Mir“. Daher stammt der Name der Grube. Kimberlit-Lagerstätten bilden durch den vulkanischen Ursprung die Form von Schloten, russisch „трубка“ (entsprechend deutsch: Rohr). Dies beschreibt die wie ein Rohr steil nach unten gehende Form des Tagebaulochs und erklärt möglicherweise auch den Ursprung des Codeworts, da ein Pfeifenkopf einem Rohr ähnelt.
Aus Gründen der Autarkie förderte Stalin nach dem Ende des Zweiten Weltkriegs die Exploration nach Diamanten auf sowjetischem Territorium. Im Vordergrund stand der Bedarf an Diamanten für industrielle Zwecke. Der Weltmarkt für Diamanten wurde damals von dem Unternehmen De Beers beherrscht, heute eine Tochtergesellschaft von Anglo American plc. Stalin empfand diese Abhängigkeit als eine potentielle Bedrohung. Nach dem kurz zuvor entdeckten kleineren Vorkommen „Sarniza“ war die Lagerstätte „Mir“ der zweite Erfolg einer jahrelangen Suche und zugleich ein großer wirtschaftlicher Erfolg. Mir war die erste nennenswerte Diamantenlagerstätte, die außerhalb Afrikas gefunden wurde. Für seine Entdeckung wurde Chabardin mit dem Leninpreis geehrt. In Jakutien wurden später noch weitere diamanthaltige Kimberlitlagerstätten entdeckt.

## Erschließung
Die klimatischen Verhältnisse in diesem Teil Sibiriens stellen eine große Herausforderung für die Erschließung einer Lagerstätte dar. Die mittlere Jahrestemperatur beträgt −9,5 °C, wobei monatliche Durchschnittstemperaturen im Januar mit −35,5 °C und im Juli mit +15,8 °C gemessen werden. Der Permafrostboden ist im Winter während sieben Monaten gefroren und im Sommer verwandelt er sich im oberen Bereich in Schlamm. Der Aufschluss des Tagebaus begann im Jahr 1957. Im Winter wurden teilweise Düsentriebwerke eingesetzt, um den Boden aufzutauen, oder es wurde gesprengt. Die Gebäude wurden auf Pfählen errichtet, damit sie im Sommer nicht versinken. Die Aufbereitungsanlage wurde 20 km entfernt auf stabilerem Grund gebaut. Maschinen und Fahrzeuge mussten für die strengen Winter gerüstet sein.
In direkter Nachbarschaft des Tagebaus entstand die Stadt Mirny, die sich zu einem Zentrum des Diamantabbaus entwickelte.

## Förderung
In der Lagerstätte wurden neben Diamanten für industrielle Zwecke auch Schmucksteine gefunden. In den 1960er-Jahren förderte Mir jährlich 10 Mio. Karat (2.000 kg) Diamanten, davon waren 20 % für Schmuckzwecke verwendbar. Der Diamantengehalt der Lagerstätte ging mit zunehmender Abbautiefe von zunächst 4 Karat/t auf 1,5 bis 2 Karat/t zurück, was zu einem Rückgang der Jahresproduktion führte. Der bisher größte Einzeldiamant mit 342,5 Karat wurde am 23. Dezember 1980 gefunden. Er erhielt den Namen „XXVI. Parteitag der Kommunistischen Partei der Sowjetunion“. Zur Stabilisierung der Bermen wurden großflächig Kunststoffbeläge eingebracht. In den 1990er-Jahren musste der Abbau vorübergehend eingestellt werden, da die Tagebausohle durch einen Wassereinbruch überflutet war. Im Bereich des Tagebaulochs können sich stärkere Turbulenzen in der Luft entwickeln, deshalb ist es Hubschraubern aus Sicherheitsgründen untersagt, das Loch zu überfliegen.

### Wassereinbruch 2017
Am 4. August 2017 kam es zu einem massiven Wassereinbruch. 142 der 151 eingefahrenen Bergleute der Mittagschicht konnten ausfahren, ein weiterer wurde am 5. August gerettet. Die Suche nach den verbliebenen acht Bergleuten wurde später ergebnislos eingestellt, nachdem der Wasserspiegel in der Grube trotz ständigen Abpumpens immer weiter anstieg.  Als Ursachen des Unglücks nannte die technische Aufsichtsbehörde schwere hydrogeologische Gegebenheiten und Projektentscheidungen. In der Unternehmensführung gab es personelle Konsequenzen, der Gewinn des Unternehmens Alrosa hat sich im Geschäftsjahr halbiert.

## Diamantenexport

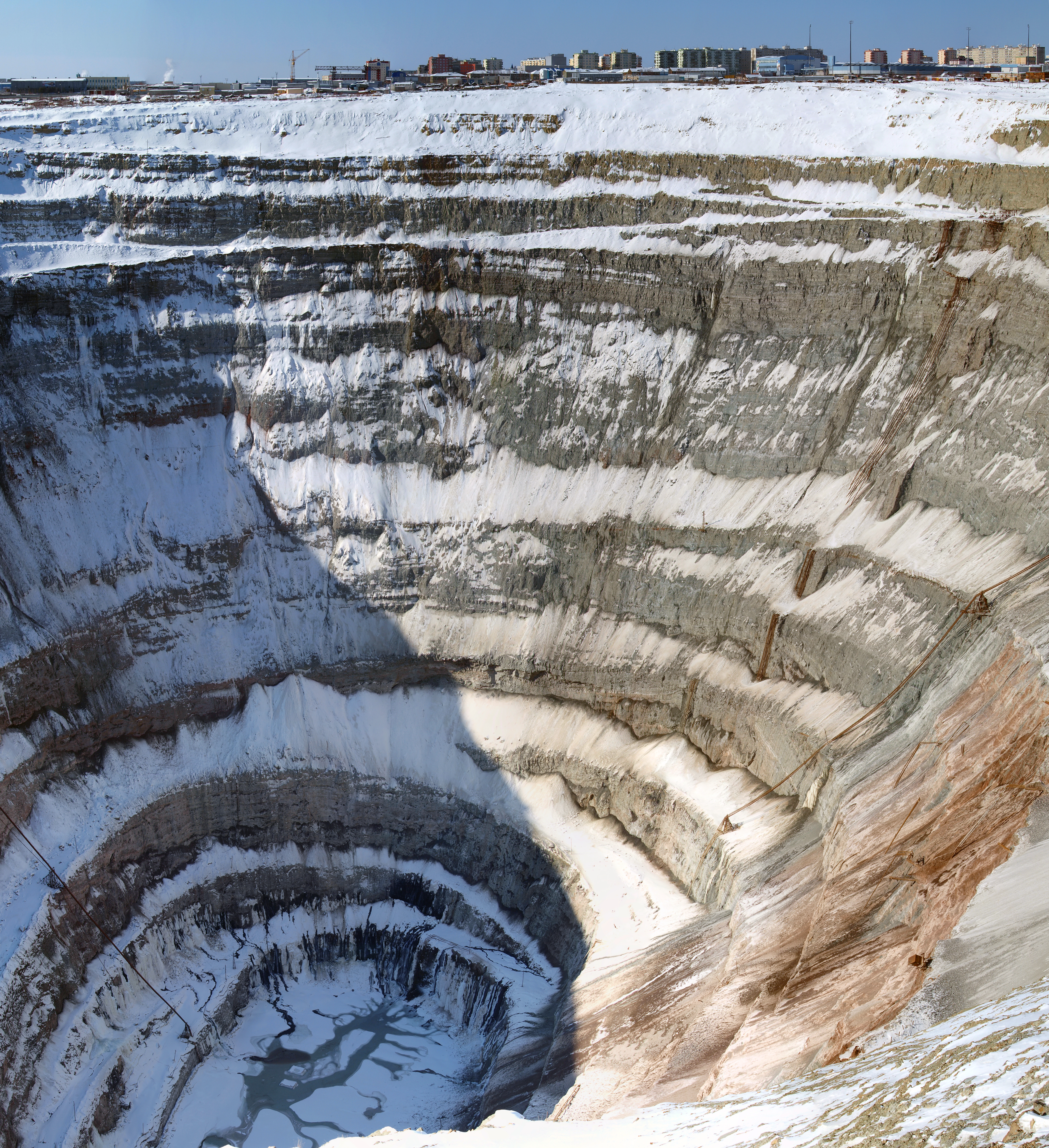
Blick in den Tagebau mit der Stadt Mirny im Hintergrund (2013)

Mit Beginn der 1960er-Jahre wurden in Mir mehr Diamanten gefördert als die Sowjetunion benötigte, so dass rund 2 Mio. Karat pro Jahr exportiert werden konnten. Abnehmer war die De-Beers-Firmengruppe, die damals als Monopolist den Diamantweltmarkt beherrschte. De Beers befürchtete, dass die zusätzlich auf den Markt drängenden sowjetischen Mengen den Weltmarktpreis ins Wanken bringen könnten. Deshalb kauften sie die sowjetischen Exportmengen vollständig auf. Sie suchten den Kontakt zu den sowjetischen Herstellern, um mehr Informationen über den Abbau, die Technik und die Kapazitäten zu erhalten. Die sowjetische Seite verhielt sich aber sehr verschlossen. Für die Sowjetunion wurde der Export von Diamanten eine wichtige Devisenquelle. Im Jahr 1968 sagte Wiktor Tichonow, Leiter der Mirnyer Diamantenverwaltung: „Wir nennen uns die Wechselstube des Landes.“

## Eigentümer und heutige Situation
Seit den 1990er-Jahren gehört das Diamantbergwerk Mir dem russischen Unternehmen Alrosa. Nach eigenen Angaben ist Alrosa mit über einem Drittel der Weltförderung der größte Diamantförderer der Welt. Die Aktien des Unternehmens werden an der Börse gehandelt, größter Einzelaktionär ist der Staat. 2015 betrug die Jahresförderung des Bergwerkes „Mir“ etwa 1,5 Mio. Karat. Der durchschnittliche Diamantengehalt war mit 3,43 Karat pro Tonne immer noch hoch. Die Reserven der Lagerstätte werden auf rund 40 Mio. Karat geschätzt. Andere Quellen schätzen die Reserven auf 141 Mio. Karat.